# CV-42
La CV-42 pertany a la Xarxa de carreteres del País Valencià, uneix les poblacions d'Almussafes i Alzira. Inícia el seu recorregut a l'enllaç amb l'Autopista del Mediterrani AP-7 a l'altura de la Factoria Ford, i finalitza a la població d'Alzira.

## Nomenclatura
La CV-42 és una carretera que pertany a la Xarxa de carreteres de la Generalitat Valenciana, uneix les poblacions d'Almussafes i d'Alzira.

## Història
La CV-42 era l'antiga carretera comarcal C-3320 que unia Almussafes i Xàtiva, aquesta carretera comarcal ha estat dividida en dues carreteres: la CV-41 (Alzira-Xàtiva) i la mateixa CV-42.

## Traçat Actual
La CV-42 inicia el seu recorregut a l'eixida 532 de l'AP-7 a l'altura de la Factoria Ford en direcció sud cap a Almussafes, vorejant-la per l'est i continua el seu recorregut vorejant també Benifaió. A continuació segueix en direcció sud, un poc abans d'arribar a l'enllaç amb la carretera CV-516 es desdobla convertint-se en autovia fins a l'enllaç amb la carretera, a continuació continua vorejant la població d'Algemesí com a carretera convencional, tornant a ser autovia després la redona que enllaça amb l'accés sud a Algemesí, així arriba fins a l'enllaç amb la CV-50 ja a la població d'Alzira a on finalitza el seu recorregut.

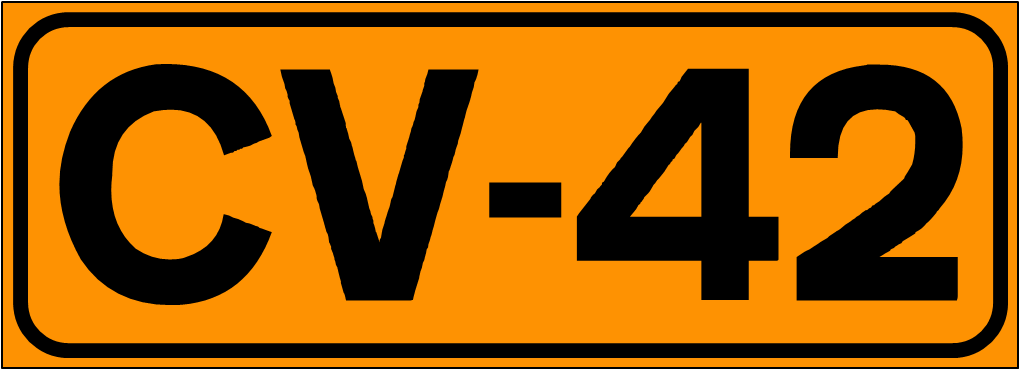
Indicador